# Маркова, Анастасия Валерьевна
Анастаси́я Вале́рьевна Ма́ркова (род. 16 октября 1987 года, Москва) — российская волейболистка, нападающая, мастер спорта.

## Биография
Анастасия Маркова является воспитанницей СДЮСШОР № 61 города Москвы и тренера Натальи Митрофановой. Профессиональную карьеру начинала в ЦСКА, где выступала на позиции центральной блокирующей. В августе 2003 года играла за юниорскую сборную на чемпионате мира среди девушек в Польше, а в июле 2005 года принимала участие на молодёжном чемпионате мира в Турции.
В том же 2005 году была приглашена в московское «Динамо», в течение трёх сезонов играла за фарм-команду «Динамо»-РГСУ ШВСМ в высшей лиге «А», где освоила амплуа доигровщицы.
В дальнейшем выступала за «Факел», «Заречье-Одинцово», с которым в 2010 году выиграла чемпионат России, и «Протон». В 2012 году вернулась в московское «Динамо». В сезоне-2014/15 стала игроком стартового состава столичной команды, заняла 6-е место в списке самых результативных игроков чемпионата Суперлиги.
В мае и июне 2014 года Анастасия Маркова выступала за сборную России на «Монтрё Волей Мастерс» и выиграла в составе команды Юрия Маричева бронзовую медаль. По возвращении из Швейцарии восстанавливалась после артроскопической операции на суставе и в других турнирах национальной команды участия не принимала.
В 2018 году перешла в команду «Протон», став её капитаном. В 2019—2020 годах играда за «Ленинградку».

## Достижения
- Чемпионка России (2009/10, 2015/16, 2016/17), серебряный призёр чемпионатов России (2012/13, 2013/14, 2014/15).
- Обладательница Кубка России (2013), финалистка (2009, 2012, 2016) и бронзовый призёр (2010, 2014, 2015) Кубка России.